# Tutelos
Els tutelo (també totero, totteroy, tutera; yesan en tutelo) eren una tribu ameríndia que vivia per sobre de la Fall Line en l'actual Virgínia i Virgínia Occidental, es creu que parlaven una dialecte del tutelo, una llengua siouan similar a la dels seu veïns, les nacions monacan i manahoac. Sota la pressió dels colons anglesos i iroquesos seneca es van unir a altres tribus sioux de Virgínia a finals del segle xvii i es va convertir el col·lectiu tutelo-saponi. Per 1740, que havien deixat en gran part de Virgínia i emigrat al nord per buscar la protecció dels seus antics enemics iroquesos. Van ser adoptats per la Nació Cayuga de Nova York en 1753.

## Nom
El nom anglès tutelo ve de la variant algonquina del nom que els iroquesos utilitzaven per a totes les tribus sioux de Virgínia Toderochrone (amb moltes variats de pronunciació). L'autònim (nom per a ells mateixos) era Yesan, Yesah o Yesang. Això també és connectat amb el nom Nahyssan, així com l'ortografia de l'època colonial anteriors, com ara Monahassanough (John Smith) i Oniasont (la tribu fou mostrada amb aquest nom en els primers mapes al territori que actualment és Virgínia Occidental).

## Història
La pàtria històrica tutelo es diu que inclou la zona del riu Big Sandy a la frontera entre Virgínia Occidental i Kentucky, que van anomenar al "riu Totteroy". Els iroquesos els va fer fora d'aquesta regió durant les Guerres dels Castors (c. 1670), després que els iroquesos va establir la vall d'Ohio com el seu vedat de caça per dret de conquesta.
Els tutelo va aparèixer per primera vegada en els registres europeus en 1671, quan l'expedició de Batts i Fallam va assenyalar la seva visita a la "ciutat Totero" a prop del que avui és Salem (Virgínia). Uns anys més tard, els tutelo/Nahyssan es va unir als saponi per viure a les illes situades on els rius Dan i Staunton s'uneixen per esdevenir el riu Roanoke. Era just per sobre del territori dels occaneechi.
El 1701 vivien a la capçalera del riu Yadkin a Carolina del Nord. Després de 1714 foren coneguts col·lectivament com a saponi-tutelo, residien a Junkatapurse al voltant de Fort Christanna al comtat de Brunswick (Virgínia), prop de la frontera amb Carolina del Nord.
Cap a la dècada de 1730 les restes dels saponi, tutelo, i occaneechi marxaren al nord cap a Shamokin, Pennsylvània i es posaren sota la protecció del virrei oneida Shickellamy. Es van moure més al nord a l'actual l'oest de Nova York, on es van establir.
Aquestes restes siouan van ser adoptades formalment per la Nació Cayuga de Nova York en 1753. La seva vila de "Coreorgonel" estava situada a prop de l'actual Ithaca (Nova York) i el Parc Estatal de Buttermilk Falls. Allà van viure sota la protecció dels cayuga fins que Coreorgonel, juntament amb molts altres pobles iroquesos, va ser destruït durant la Revolució Americana per l'expedició de Sullivan de 1779 que prenia represàlies pels atacs britànico-iroquesos contra els rebels americans.
Els tutelos va marxar amb els iroquesos al Canadà el 1800, on els britànics van oferir terres per al reassentament en el que es va conèixer com la Primera Nació de Sis Nacions de Grand River. Van continuar vivint entre els cyuga i van ser finalment absorbits a través dels matrimonis mixtos. El darrer parlant tutelo de pura sang, Nikonha o Waskiteng ("Vell Mosquit") va morir el 1870 a l'edat de 105. Va donar un extens material lingüístic a l'erudit Horatio Hale, qui va confirmar el tutelo com a sioux.